# Omelan Mazuryk
Omelan Mazuryk (ur. 2 lutego 1937 r. w Brzeżawie, w przysiółku Bukowina, zm. 13 listopada 2002 w Paryżu) – malarz łemkowski.

## Życiorys
W 1947 został wysiedlony wraz z rodziną w ramach Akcji „Wisła” pod Wrocław.
Ukończył studia na Akademii Sztuk Pięknych w Krakowie, w 1964 roku wyjechał do Francji. W 1968 ukończył w Paryżu L'Ecole des Beaux Arts.  Podróżował po Jugosławii, Bułgarii, Grecji, Ukrainie.
Autor licznych obrazów o świeckiej tematyce i alegorycznych rysunków. Spośród jego obrazów należy wymienić: "Łemkiwska cerkwa w Poworozniku"  (1987), "Łemkiwska cerkwa z pochyłym chrestom", "Łemkiwska cerkwa" (1990).
Miał ponad 30 wystaw na Ukrainie, we Francji, USA, Kanadzie, Niemczech, Włoszech, Belgii. Pierwsza - zbiorowa, odbyła się w 1964 uniwersytecie kijowskim (obecnie Kijowski Uniwersytet Narodowy im. Tarasa Szewczenki), pierwsza indywidualna w 1972 w Paryżu. 
Stworzył ikonostas dla cerkwi św. Wołodymyra w Paryżu, kaplicy Shevchenko Scientific Society w Sarcelles we Francji, ukraińskiej katedry w Saskatchewan w Kanadzie, ukraińskiego  katolickiego seminarium Świętego Ducha w Ottawie.
W latach 2001–2002 był profesorem Akademii Sztuk Pięknych we Lwowie.
Był bratankiem rzeźbiarza Mykoły Mazuryka.

## Literatura
- Iwan Krasowśkyj: Dijaczi nauky i kultury Łemkiwszczyny. Dowidnyk. Toronto-Lwiw, 2000. (ukr.)